# Liste der Kulturdenkmäler in Wassenach
In der Liste der Kulturdenkmäler in Wassenach sind alle Kulturdenkmäler der rheinland-pfälzischen Ortsgemeinde Wassenach aufgeführt. Grundlage ist die Denkmalliste des Landes Rheinland-Pfalz (Stand: 12. Juni 2023).

## Einzeldenkmäler
| Bezeichnung                          | Lage                                                    | Baujahr                  | Beschreibung | Bild                                    |
| ------------------------------------ | ------------------------------------------------------- | ------------------------ | --- | --------------------------------------- |
| Wegekreuz                            | Borngasse                                               | 1661                     | Wegekreuz, bezeichnet 1661 | weitere Bilder Fotos hochladen          |
| Wegekreuz                            | Borngasse                                               | 1743                     | Wegekreuz, 1743 | Direkt Bild zu diesem Denkmal hochladen |
| Wegekreuz                            | Gleeser Straße, Ecke Hauptstraße Lage                   | 17. oder 18. Jahrhundert | Wegekreuz, im Kern aus dem 17. oder 18. Jahrhundert | BW                                      |
| Schulhaus                            | Hauptstraße 46 Lage                                     | 18. Jahrhundert          | ehemalige Schule; Putzbau, teilweise Fachwerk, 18. Jahrhundert | BW                                      |
| Wegekreuz                            | Hauptstraße, bei Nr. 46 Lage                            | 1700                     | Wegekreuz, Nischentyp, bezeichnet 1700 | BW                                      |
| Kolb’sches Haus                      | Kirchstraße 1 Lage                                      | 1772                     | ehemaliges Burghaus; zweiflügeliger Putzbau, Mansardwalmdach, bezeichnet 1772; Gesamtanlage                                                                                     | weitere Bilder Fotos hochladen          |
| Katholische Pfarrkirche St. Remigius | Kirchstraße 12 Lage                                     | 1851/52                  | romanischer Turm, dreischiffige neuromanische Hallenkirche, 1851/52, Architekt Hermann Nebel, Koblenz                                                                           | weitere Bilder Fotos hochladen          |
| Kreuze und Skulptur                  | Kirchstraße, bei Nr. 12 auf dem Friedhof Lage           | ab 1684                  | Bildstockfragment; schmiedeeisernes Kruzifix, 19. Jahrhundert; Grabkreuze, teilweise Gusseisen, teilweise aus dem 18. Jahrhundert; Christusskulptur; Wegekreuz, bezeichnet 1684 | BW                                      |
| Wegekreuz                            | Laacher Straße, Ecke Josef-Zilliken-Straße Lage         | 1801                     | Wegekreuz, bezeichnet 1801 | weitere Bilder Fotos hochladen          |
| Wohnhaus                             | Wendelsgasse 17 Lage                                    | spätes 18. Jahrhundert   | Fachwerkhaus, teilweise massiv, spätes 18. Jahrhundert, Fachwerkscheune; Gesamtanlage                                                                                           | BW                                      |
| Kapelle                              | nordwestlich des Ortes Flur Auf der Lay am Mühlweg Lage | 19. Jahrhundert          | kleiner Saalbau, wohl aus dem 19. Jahrhundert | Fotos hochladen                         |
| Bildstock                            | westlich des Ortes                                      | 17. Jahrhundert          | Bildstock, Schöpflöffelform, bezeichnet AO94, 17. Jahrhundert | Fotos hochladen                         |
| Wegekreuz                            | westlich des Ortes                                      | 19. Jahrhundert          | Wegekreuz, 19. Jahrhundert | Direkt Bild zu diesem Denkmal hochladen |